# 6e escadre de chasse
Pour les articles homonymes, voir 6e escadre.
La 6e escadre de chasse  est une ancienne unité de chasse de l'armée de l'air française formée le 1er janvier 1946 sur le terrain de Toussus-le-Noble avec le Régiment de chasse « Normandie-Niémen ».
Après être redésignée en 6e Escadre de Chasse Tout Temps (6e ECTT) le 28 octobre 1960, l'escadre est dissoute à Rabat le 1er mars 1962.

## Historique

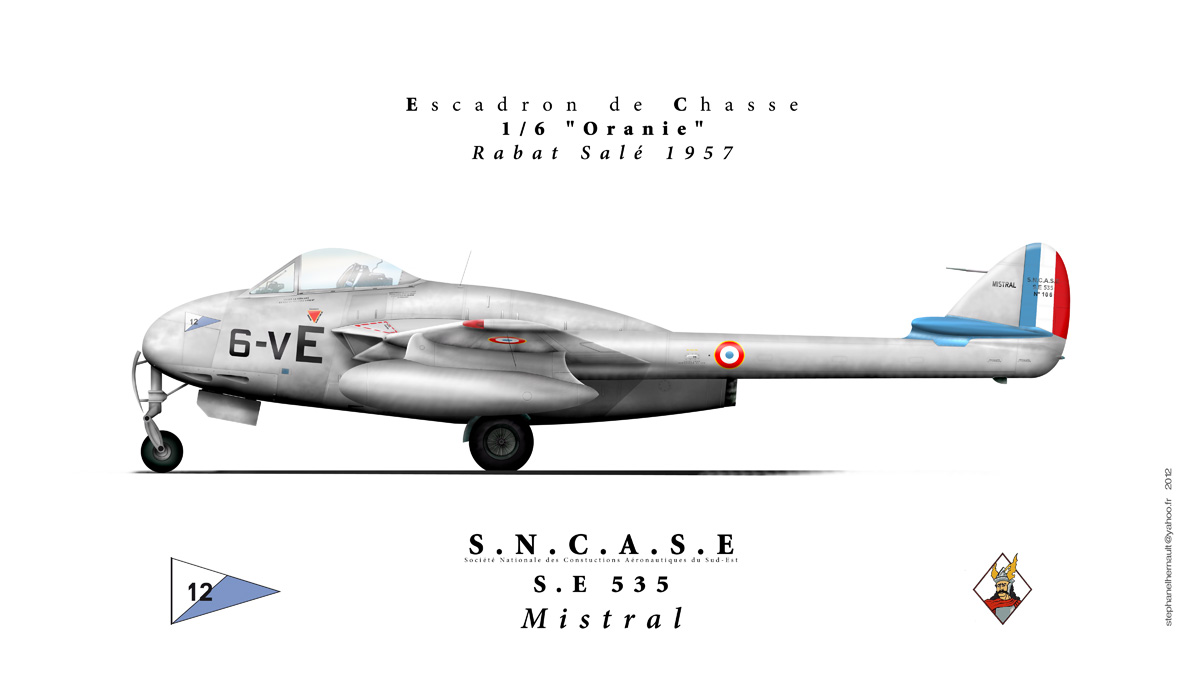
Mistral du 1/6 Oranie

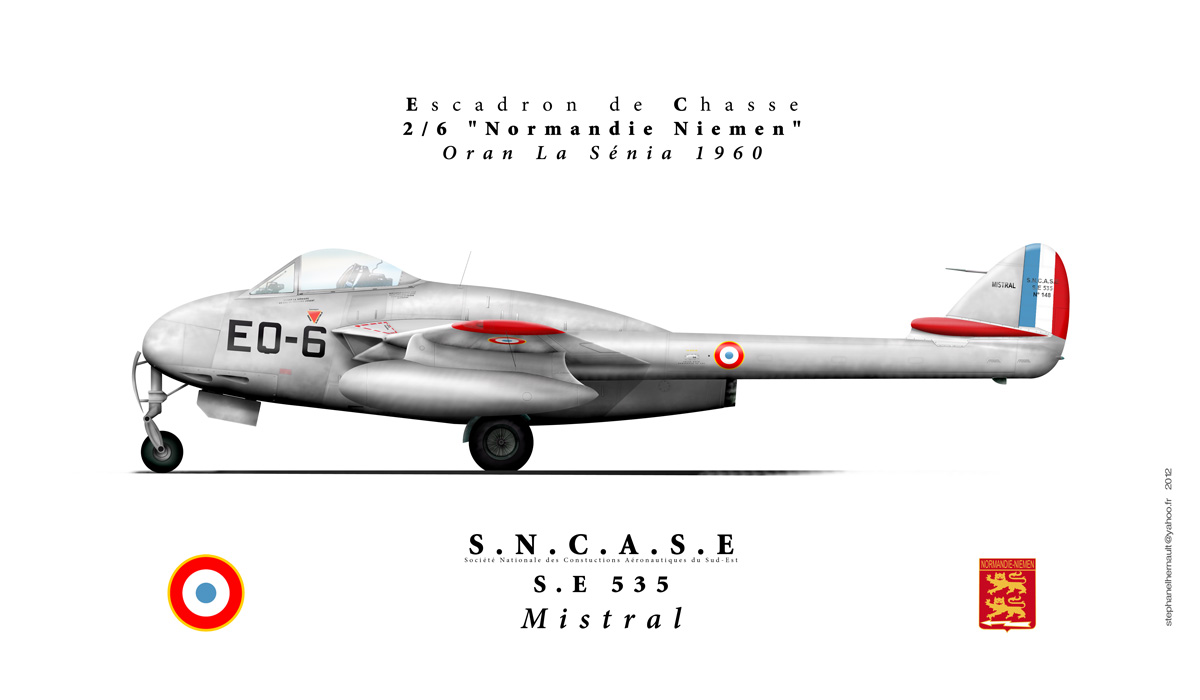
Mistral du 2/6 à Oran

Après à peine trois ans d'existence, la 6e escadre de chasse est dissoute le 1er octobre 1949 sur la base de Rabat.
Elle est reformée en Algérie, sur la base d'Oran, trois ans après, le 1er octobre 1952

## Escadrons

### Corse
- Groupe de Chasse I/3 Corse (01/11/1946 au 01/07/1947)
- Groupe de Chasse I/6 Corse (01/07/1947 au 01/10/1949) (plus tard désigné Escadron de chasse 3/11 Corse)

### Lorraine
- Groupe de Reconnaissance I/20 Lorraine (01/11/1946 au 20/05/1947) (plus tard désigné Escadron de chasse 3/30 Lorraine)

### Normandie-Niémen
- Groupe de Chasse III/5 Normandie-Niémen (01/01/1946 au 01/04/1946) et (01/11/1946 au 01/07/1947)
- Groupe de Chasse III/6 Normandie-Niémen (01/07/1947 au 01/10/1949)
- Groupe de Chasse 2/6 Normandie-Niémen (01/10/1952 au 17/11/1952)
- Escadron de Chasse 2/6 Normandie-Niémen (17/11/1952 au 28/10/1960)
- Escadron de Chasse Tout Temps 2/6 Normandie-Niémen (28/10/1960 au 01/03/1962) (désigné plus tard Escadron de chasse 2/30 Normandie-Niemen)

### Oranie
- Escadron de Chasse 1/6 Oranie (01/10/1952 au 25/07/1960)

## Bases
- Toussus-le-Noble  (du 1er janvier 1946 au 1er avril 1946)
- BA151 Rabat (du 1er novembre 1946 au 1er octobre 1949 et du 17 novembre 1952 au 1er mars 1962)
- BA 141 Oran (du 1er octobre 1952 au 17 novembre 1952)

## Appareils
- Yakovlev Yak-3 (01/01/1946 au 01/04/1946)
- Mosquito FB.VI (01/11/1946 au 01/10/1949)
- Mistral (01/10/1952 au 28/10/1960)
- Vautour IIN (transition à partir de 1960 jusqu'à dissolution en 1962)